# Plaza de Guevara
La plaza de Guevara es un espacio público de la ciudad española de Segovia.

## Descripción
A la plaza, en la que tuvo hogar el cronista Carlos de Lecea y García, llegan las calles de San Agustín, de la Rosa y de Miguel Canto Borreguero, así como la travesía de la Rubia, que la conecta con la plaza del mismo nombre. Aparece descrita en Las calles de Segovia (1918) de Mariano Sáez y Romero con las siguientes palabras:

Guevara (Plazuela de).—Está enclavada entre las calles del Doctor Laguna, la Trinidad y San Agustín. Toma este nombre en recuerdo de D. Antonio de Guevara, que vivió por este sitio; proveedor general de Galeras, patrono de la iglesia convento de San Agustín, a cuyo cargo corrió su construcción desde 1556 en que se posesionaron los frailes, hasta 1597 en que fué terminada. Hay también otro Guevara que tiene piadosa relación con Segovia, y fué Juan de Guevara, oriundo de esta Ciudad, fallecido en Granada, ignorando el año, que mandó en su testamento que de su cuantiosa hacienda se fundase un establecimiento a elección de su mujer D.ª Ana del Mercado y Peñalosa, la que cumpliendo esta voluntad, lo hizo del convento de Carmelitas, comprando, para que estos se establecieran, la casa que fué de los religiosos Trinitarios, cerca de la Fuencisla. En esta plazuela tiene su casa el cronista de Segovia, D. Carlos de Lecea y García [...]
(Sáez y Romero, 1918, pp. 80-81)